# 김인영 (1939년)
김인영(1939년 12월 26일~)은 대한민국의 정치인이다. 제13·14·15대 국회의원을 지냈다.

## 역대 선거 결과
|  | 45.01% |

|  | 29.31% |

|  | 29.60% |

|  | 34.28% |